# Encalypta daviesii
Encalypta daviesii là một loài rêu trong họ Encalyptaceae. Loài này được Dicks. ex With. Sm. mô tả khoa học đầu tiên năm 1804.